# Judge Dredd (película)
Judge Dredd (conocida como Juez Dredd en España y El juez en Hispanoamérica) es una película de acción y ciencia ficción de 1995 dirigida por Danny Cannon y protagonizada por Sylvester Stallone, Rob Schneider y Diane Lane. La película está basada en la historieta Judge Dredd del cómic británico 2000 AD.
La película fue recibida negativamente por la crítica. Stallone fue nominado para el Premio Golden Raspberry de 1995 al Peor Actor debido a su trabajo en este filme y en Asesinos. Al principio se pretendía que el filme fuera clasificado para mayores de 13 años acompañados por adultos; sin embargo, debido al exceso de violencia la MPAA clasificó la película para mayores de 16, a pesar de las peticiones del estudio y Stallone. Debido a cuestiones de tiempo, el filme no pudo ser reeditado y fue lanzado con esa clasificación. A su vez, la cinta pertenece al subgénero de la ciencia ficción cyberpunk.

## Argumento
Para la década de 2080, gran parte de la Tierra se ha convertido en un páramo inhabitable. Mientras que algunos humanos logran sobrevivir en las áridas "Tierras Malditas", la mayor parte de la humanidad reside en enormes megaciudades con poblaciones de decenas de millones. Para combatir el crimen, el sistema de justicia tradicional ha sido reemplazado por un cuerpo de jueces cuyo papel combina los de policía, juez, jurado y verdugo.
En Mega-City One, en 2139, Joseph Dredd, uno de los "Jueces callejeros" más dedicados y estrictos, ayuda a la juez de primer año Hershey a poner fin a una guerra de bloques. Herman "Fergee" Ferguson, un hacker recientemente liberado de la prisión, intenta ocultarse del tiroteo dentro de un robot dispensador de alimentos cosa por la cual el estricto Dredd lo arresta por destrucción de propiedad y lo sentencia a cinco años de prisión. Paralelamente un exjuez llamado Rico, quien fuera el compañero y mejor amigo de Dredd hasta que se volvió corrupto y lo obligó a arrestarlo, escapa de la prisión con la ayuda del juez Griffin, regresa a Mega-City One y recupera su uniforme y su arma "Legislador", también encuentra y reactiva un robot de combate ABC Warrior fuera de servicio.
Hammond, un periodista y detractor del juez Dredd es asesinado; siendo el principal sospechoso, Dredd es llevado a juicio ante un tribunal de jueces del Consejo, incluidos Griffin y el presidente del tribunal Fargo, su mentor y figura paterna desde su infancia. Dredd es declarado culpable ya que su ADN se encuentra en las balas utilizadas para matar a Hammond (una característica del legislador es imprimir el ADN del usuario en cada bala, un hecho aparentemente desconocido por la mayoría de los jueces). Para salvar a Dredd, Fargo renuncia como Presidente del Tribunal Supremo y adelanta su retiro ya que por tradición al hacerlo se le envía en "larga caminata" y antes se le concede un deseo final, en este caso, pide al Consejo que perdone la vida a Dredd por lo que su pena es conmutada por cadena perpetua. Fargo se embarca en la "larga caminata", en la cual un juez en retiro se aventura en el páramo "para llevar la ley a los sin ley" los últimos días de su vida. Griffin, quien liberó a Rico para enmarcar Dredd por el asesinato y así quitar de en medio a Fargo, se convierte en Presidente del Tribunal Supremo e instruye a Rico para que cause caos en la ciudad.
Dredd es transportado a la colonia penal de Aspen en una aeronave, donde se sienta al lado de Herman. En el camino, es derribado por Angel Gang, una familia de bandidos caníbales y fanáticos religiosos que llevan a Dredd y Herman a su guarida. Un escuadrón de jueces investiga el accidente y llega a la cueva no para rescatarlos sino para matar a los sobrevivientes. Fargo llega a tiempo para salvar la vida de Dredd, pero Mean Machine Angel lo hiere mortalmente. Moribundo, Fargo revela a Dredd que él y Rico son el resultado del proyecto Janus, un experimento en ingeniería genética destinado a crear por medio de clonación al juez perfecto, además el donante de ADN para su diseño fue el propio Fargo, explicando así el aprecio paternal entre ambos; sin embargo, Janus se consideró antiético y fue cancelado por el Tribunal Supremo. Dredd deduce que Rico lo incriminó por el asesinato del periodista, aprovechando que su ADN es idéntico. Comprendiendo que Griffin está tratando de reactivar el proyecto Janus, Fargo insta a Dredd a detenerlo y posteriormente muere.
Griffin comprende que a pesar de su nuevo cargo no podrá activar Janus sin el consentimiento de todos los miembros del Consejo. Por ello ordena a Rico que aterrorice la ciudad y asesine a los jueces callejeros diezmando así sus filas con emboscadas y atentados. Griffin utiliza la situación para convencer al Consejo de desbloquear los archivos de Janus y reactivar el proyecto para crear jueces adultos que en pocas horas reemplacen a los caídos en acción. Después de que los jueces del Consejo desbloquean el archivo, Griffin los asesina revelando que planea crear un ejército de jueces clonados y convertir la ciudad en un estado totalitario gobernado por él. Dredd y Herman regresan sigilosamente a la ciudad y se encuentran con Hershey, quien también descubrió el proyecto Janus por sí misma mientras investigaba intentando exculpar a Dredd. Van a la estatua de la libertad donde están los laboratorios Janus. Se encuentran con el Guerrero ABC, que hiere a Herman y captura a Dredd y Hershey.
Mientras tanto Rico usa su propio ADN como plantilla para los clones de Janus y luego le ordena al Guerrero ABC que mate a Griffin. Herman, a pesar de sus heridas, deshabilita al Guerrero ABC mientras Dredd lucha contra Rico, mientras que Hershey lucha contra su asistente, la Dra. Ilsa Hayden. Rico activa sus clones prematuramente, pero no pueden detener a Dredd y la rápida activación del clon termina destruyendo el laboratorio Janus. Dredd persigue a Rico hasta la cima de la Estatua de la Libertad y en la lucha final envía a Rico a la muerte.
Central, la supercomputadora controladora de la ciudad, ha grabado todo el evento y transmite la información, limpiando el nombre de Dredd. Los jueces restantes le piden que se convierta en el nuevo presidente del Tribunal Supremo, pero él se niega, prefiriendo seguir siendo un juez callejero.

## Reparto
- Sylvester Stallone - Juez Dredd
- Rob Schneider - Herman Ferguson
- Diane Lane - Juez Hershey
- Max von Sydow - Fargo
- Armand Assante - Rico
- Jürgen Prochnow - Juez Griffin
- Joanna Miles - Juez McGruder
- Joan Chen - Dr. Ilsa Hayden
- Balthazar Getty - Nathan Olmeyer
- Ian Dury - Geiger

## Producción

### Localizaciones
Juez Dredd se rodó entre el agosto y noviembre de 1994 en diferentes localizaciones de Reino Unido, incluyendo los Shepperton Studios, y en Islandia.

### Banda sonora
Originalmente, el compositor David Arnold iba a dirigir la banda sonora del filme. Él había trabajado anteriormente con el director Danny Cannon en el filme The Young Americans. Sin embargo, Arnold fue remplazado por el veterano compositor Jerry Goldsmith, pero conforme las fechas de posproducción se acercaban, Goldsmith fue obligado a abandonar el proyecto debido a sus compromisos con otros filmes (El primer caballero y Congo). Al final, Alan Silvestri fue seleccionado como el nuevo compositor y seguiría trabajando con la música de la película hasta la finalización de esta.
Banda sonora original
1. «Dredd Song» - The Cure
2. «Darkness Falls» - The The
3. «Super-Charger Heaven» - White Zombie
4. «Need-Fire» - Cocteau Twins
5. «Release The Pressure» - Leftfield
6. «Judge Dredd Main Theme»
7. «Judgement Day»
8. «Block War»
9. «We Created You»
10. «Council Chaos»
11. «Angel Family»
12. «New World»

## Recepción
La película fue recibida negativamente por la crítica. Rotten Tomatoes reportó que sólo 15% de los críticos le dieron reseñas positivas al filme, basado en 47 críticas con un puntaje promedio de 3,9/10. A pesar de esto, la película recaudó más de USD 113 millones en la taquilla con un presupuesto de USD 90 millones.

## Estrenos mundiales
| País                                                                          | Fecha de estreno                 |
| ----------------------------------------------------------------------------- | -------------------------------- |
| Alemania                                                                      | Jueves 24 de agosto de 1995      |
| Argentina                                                                     | Jueves 7 de septiembre de 1995   |
| Australia                                                                     | Jueves 17 de agosto de 1995      |
| Austria                                                                       | Viernes 25 de agosto de 1995     |
| Bélgica                                                                       | Miércoles 16 de agosto de 1995   |
| Belice · Costa Rica · El Salvador · Guatemala · Honduras · Nicaragua · Panamá | Viernes 22 de septiembre de 1995 |
| Bolivia                                                                       | Jueves 5 de octubre de 1995      |
| Brasil                                                                        | Viernes 11 de agosto de 1995     |
| Bulgaria                                                                      | Viernes 22 de diciembre de 1995  |
| Chile                                                                         | Jueves 24 de agosto de 1995      |
| Colombia                                                                      | Viernes 25 de agosto de 1995     |
| Corea del Sur                                                                 | Sábado 15 de julio de 1995       |
| Croacia                                                                       | Jueves 7 de diciembre de 1995    |
| Dinamarca                                                                     | Viernes 18 de agosto de 1995     |
| Ecuador                                                                       | Viernes 27 de octubre de 1995    |
| Egipto                                                                        | Lunes 18 de marzo de 1996        |
| Eslovenia                                                                     | Jueves 23 de noviembre de 1995   |
| España                                                                        | Viernes 1 de septiembre de 1995  |
| Estados Unidos · Canadá                                                       | Viernes 30 de junio de 1995      |
| Filipinas                                                                     | Miércoles 9 de agosto de 1995    |
| Finlandia                                                                     | Viernes 8 de marzo de 1996       |
| Francia                                                                       | Miércoles 23 de agosto de 1995   |

| País                         | Fecha de estreno                  |
| ---------------------------- | --------------------------------- |
| Grecia                       | Viernes 6 de octubre de 1995      |
| Hong Kong                    | Jueves 3 de agosto de 1995        |
| Hungría                      | Jueves 21 de diciembre de 1995    |
| India                        | Viernes 26 de enero de 1996       |
| Indonesia                    | Miércoles 30 de agosto de 1995    |
| Israel                       | Viernes 4 de agosto de 1995       |
| Italia                       | Viernes 22 de septiembre de 1995  |
| Japón                        | Sábado 16 de septiembre de 1995   |
| Malasia                      | Jueves 19 de octubre de 1995      |
| México                       | Viernes 29 de septiembre de 1995  |
| Noruega                      | Viernes 22 de septiembre de 1995  |
| Nueva Zelanda                | Viernes 15 de septiembre de 1995  |
| Países Bajos                 | Jueves 21 de septiembre de 1995   |
| Perú                         | Viernes 15 de septiembre de 1995  |
| Polonia                      | Viernes 20 de octubre de 1995     |
| Portugal                     | Viernes 11 de agosto de 1995      |
| Reino Unido Irlanda          | Viernes 21 de julio de 1995       |
| República Checa · Eslovaquia | Jueves 18 de enero de 1996        |
| Rumania                      | Viernes 19 de enero de 1996       |
| Singapur                     | Jueves 7 de septiembre de 1995    |
| Sudáfrica                    | Viernes 18 de agosto de 1995      |
| Suecia                       | Viernes 29 de septiembre de 1995  |
| Suiza                        | Viernes 25 de agosto de 1995      |
| Tailandia                    | Viernes 28 de julio de 1995       |
| Taiwán                       | Sábado 22 de julio de 1995        |
| Turquía                      | Viernes 24 de noviembre de 1995   |
| Uruguay                      | Viernes 1 de septiembre de 1995   |
| Venezuela                    | Miércoles 6 de septiembre de 1995 |

## Premios y nominaciones
| Año  | Premio                         | Categoría                             | Candidato                   | Resultado |
| ---- | ------------------------------ | ------------------------------------- | --------------------------- | --------- |
| 1995 | Stinkers Bad Movie Awards      | Peor actor                            | Sylvester Stallone          | Ganador   |
| 1995 | Universe Reader's Choice Award | Mejor director en película del género | Danny Cannon                | Ganador   |
| 1996 | Premios Golden Raspberry       | Peor actor                            | Sylvester Stallone          | Nominado  |
| 1996 | Premios Saturn                 | Mejor vestuario                       | Gianni VersaceEmma Porteous | Nominado  |
| 1996 | Premios Saturn                 | Mejor maquillaje                      | Nick DudmanChris Cunningham | Nominado  |
| 1996 | Premios Saturn                 | Mejores efectos especiales            | Joel Hynek                  | Nominado  |
| 1996 | Premios Saturn                 | Mejor película de ciencia ficción     | Judge Dredd                 | Nominado  |